# Henri Meilhac
Pour les articles homonymes, voir Meilhac (homonymie).
Henri Meilhac, né le 23 février 1830 dans l'ancien 4e arrondissement de Paris et mort le 6 juillet 1897 dans le 8e arrondissement de Paris, est un auteur dramatique, librettiste d'opérettes et d'opéras français.

## Biographie
Henri Meilhac naît le 23 février 1830 au 2 rue de la Lingerie, à Paris, fils de François Meilhac, un artiste peintre originaire de la Corrèze et d'Antoinette Chomé, une couturière. 
Après ses études au collège Louis-le-Grand, Meilhac travaille tout d'abord comme employé dans une librairie. Puis il continue comme dessinateur au Journal pour rire, de 1852 à 1855, sous le pseudonyme de Thalin, il donne des articles dans diverses revues où se signale déjà sa fantaisie dans le plus pur esprit boulevardier. Meilhac est grand, bel homme, bon vivant, amateur de jolies femmes, jusqu'à rester célibataire.

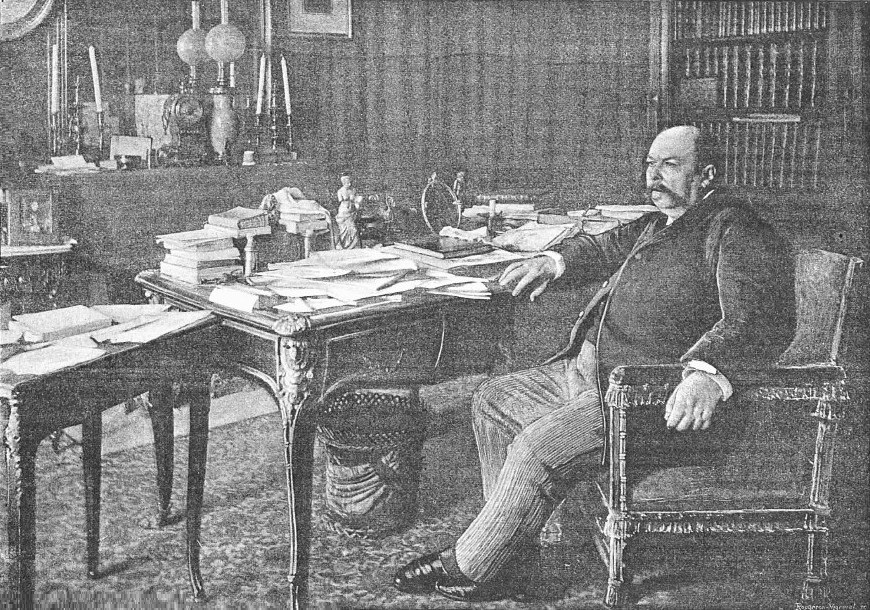
Henri Meilhac chez lui par Dornac
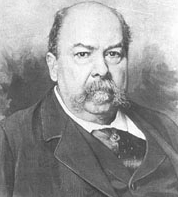

Avec Ludovic Halévy, rencontré en 1860, il entame une collaboration de près de vingt ans, donnant les livrets des plus célèbres opérettes de Jacques Offenbach dont La Belle Hélène (1864), La Vie parisienne (1866), La Grande-duchesse de Gérolstein (1867) et La Périchole (1868) et aussi de Carmen de Georges Bizet (1875). 
Il signe également les livrets d'opérettes de Charles Lecocq et de Hervé. Le duo compose aussi des vaudevilles et des comédies : Les Brebis de Panurge (1863), Fanny Lear (1868), Frou-Frou (1869), Tricoche et Cacolet (1872), Le Prince (1876), La Cigale (1877), Le Mari de la débutante (1879). Des deux duettistes, Henri Meilhac apporte en propre sa fantaisie, confinant parfois à la loufoquerie. Gagnant beaucoup d'argent, il en dépense également beaucoup, cherchant l'inspiration dans les grands restaurants, les cigares et le champagne. Meilhac et Halévy fréquentent le salon littéraire de Geneviève Halévy ou se rencontrent aussi Lucien Guitry, Paul Bourget ou Joseph Reinach, entre autres. La collaboration de Meilhac et Halévy cesse en 1881.
Meilhac signe également des pièces avec d'autres collaborateurs, notamment Mam'zelle Nitouche (1883) avec Albert Millaud et Manon de Jules Massenet avec Philippe Gille. Il encourage les débuts de Georges Feydeau et de Liane de Pougy.
Il est élu à l'Académie française le 26 avril 1888 au fauteuil 15, en remplacement d'Eugène Labiche.
Il est promu officier dans l'ordre de la Légion d'honneur le 31 décembre 1884 (chevalier en 1869).
Henri Meilhac meurt le 6 juillet 1897 à son domicile du 10 place de la Madeleine, dans le 8e arrondissement de Paris. Il repose au cimetière de Montmartre (21e division). Son tombeau, commandé par son ami Louis Ganderax, est conçu par l'architecte Louis Dauvergne et est orné d'une « Douleur[à définir] » en pierre d'Albert Bartholomé, érigée en 1900.
Henri Lavedan, son successeur à l'Académie, prononce son éloge le 28 décembre 1899, lors de son discours de réception.

## Œuvres
- La Sarabande du cardinal, comédie en 1 acte mêlée de couplets, créée au théâtre du Palais-Royal le 29 mai 1856.
- Satania, comédie en 2 actes mêlée de couplets, créée au théâtre du Palais-Royal le 10 octobre 1856.
- Garde-toi, je me garde, vaudeville en 2 actes, créé au théâtre du Palais-Royal.
- Le Copiste, comédie en 1 acte et en prose, créée au théâtre du Gymnase le 3 août 1857.
- Péché caché, ou A quelque chose malheur est bon, comédie en 1 acte, créée au théâtre du Palais-Royal le 11 janvier 1858.
- L'Autographe, comédie en 1 acte, créée au théâtre du Gymnase le 27 novembre 1858.
- Un petit-fils de Mascarille, comédie en 5 actes et en prose, créée au théâtre du Gymnase le 8 octobre 1859.
- Le Retour de l'Italie, à-propos (courte pièce de théâtre) créé au théâtre du Gymnase le 14 août 1859.
- Ce qui plaît aux hommes, comédie en 1 acte, mêlée de prose, de vers et de couplets (avec Ludovic Halévy), créée au théâtre des Variétés le 6 octobre 1860.
- Une heure avant l'ouverture, prologue en 1 acte, mêlé de chant, créé au Théâtre du Vaudeville le 31 décembre 1860.
- L'Étincelle, comédie en 1 acte, créée au théâtre du Vaudeville le 31 décembre 1860.
- Le Menuet de Danaë, comédie-vaudeville en 1 acte (avec Ludovic Halévy), créée aux théâtre des Variétés le 20 avril 1861.
- La Vertu de Célimène, comédie en 5 actes, créée au théâtre du Gymnase le 1er mai 1861.
- L'Attaché d'ambassade, comédie en 3 actes, créée au théâtre du Vaudeville en octobre 1861 (cette pièce a servi de base à l'opérette La Veuve joyeuse, livret de Leo Stein et Victor Léon, musique de Franz Lehar).
- Le Café du roi, opéra-comique en 1 acte, musique de Louis Deffès.
- L'Échéance, comédie en 1 acte (avec Arthur Delavigne), créée au théâtre du Gymnase le 15 mars 1862.
- Les Moulins à vent, comédie en 3 actes mêlée de couplets (avec Ludovic Halévy), créée aux théâtre des Variétés le 22 février 1862.
- Les Brebis de Panurge, comédie en 1 acte en prose (avec Ludovic Halévy), créée au théâtre du Vaudeville le 24 novembre 1862.
- La Clé de Métella, comédie en 1 acte en prose (avec Ludovic Halévy), créée au théâtre du Vaudeville le 24 novembre 1862.
- Les Bourguignonnes, opéra-comique en 1 acte, musique de Louis Deffès, créé à l'Opéra-comique le 16 juillet 1861.
- Le Brésilien, comédie en 1 acte (avec Ludovic Halévy), musique de Jacques Offenbach, créée le 9 mai 1863 au théâtre du Palais-Royal.
- Le Train de minuit, comédie en 2 actes (avec Ludovic Halévy), créée au théâtre du Gymnase le 15 juin 1863.
- La Belle Hélène, opéra-bouffe en 3 actes (avec Ludovic Halévy), musique de Jacques Offenbach, créé le 17 décembre 1864 au théâtre des Variétés.
- Fiammetta, ballet-pantomime en 2 actes (avec Ludovic Halévy et Arthur Saint-Léon), musique de Léon Minkus, Moscou, Ballet de Bolshoi, 12 (24) novembre 1863; intitulé Néméa, ou l'Amour vengé - Paris, Académie impériale de musique le 11 juillet 1864.
- Les Curieuses, comédie en 1 acte (avec Arthur Delavigne), créée au théâtre du Gymnase le 17 octobre 1864.
- Le Photographe, comédie-vaudeville en 1 acte (avec Ludovic Halévy), créée au théâtre du Palais-Royal le 24 décembre 1864.
- Fabienne, comédie en 3 actes, créée au théâtre du Gymnase le 1er septembre 1865.
- Le Singe de Nicolet, comédie en 1 acte mêlée de chants (avec Ludovic Halévy), créée aux théâtre des Variétés le 29 janvier 1865.
- Les Méprises de Lambinet, comédie en 1 acte mêlée de couplets (avec Ludovic Halévy), créée aux théâtre des Variétés le 3 décembre 1865.
- Barbe-bleue, opéra-bouffe en 3 actes et 4 tableaux (avec Ludovic Halévy), musique de Jacques Offenbach, créé aux théâtre des Variétés le 5 février 1866.
- José Maria, opéra-comique en 3 actes (avec Eugène Cormon), musique de Jules Cohen, créé à l'Opéra-Comique le 16 juillet 1866.
- La Vie parisienne, opéra-bouffe en 5 actes (avec Ludovic Halévy), musique de Jacques Offenbach, créé le 31 octobre 1866 au théâtre du Palais-Royal.
- La Grande-duchesse de Gérolstein, opéra-bouffe en 3 actes et 4 tableaux (avec Ludovic Halévy), musique de Jacques Offenbach, créé aux théâtre des Variétés le 12 avril 1867.
- Tout pour les dames, comédie-vaudeville en 1 acte (avec Ludovic Halévy), créée aux théâtre des Variétés le 8 septembre 1867.
- L'Élixir du docteur Cornelius, opérette (avec Arthur Delavigne), musique de Émile Durand, créé aux Fantaisies-Parisiennes le 3 février 1868.
- La Pénitente, opéra-comique en 1 acte (avec William Busnach), musique de Mme de Grandval, créé à l'Opéra-Comique le 13 mars 1868.
- Le Château à Toto, opéra-bouffe en 3 actes (avec Ludovic Halévy), musique de Jacques Offenbach, créé au théâtre du Palais-Royal le 6 mai 1868.
- Garde-toi, je me garde, comédie en 1 acte mêlée de chant, reprise aux théâtre des Variétés le 28 juin 1868 (créée au théâtre du Palais-Royal en 1856).
- Fanny Lear, comédie en 5 actes (avec Ludovic Halévy), créée au théâtre du Gymnase le 13 août 1868.
- La Périchole, opéra-bouffe en 2 actes (avec Ludovic Halévy), musique de Jacques Offenbach, créé aux théâtre des Variétés le 6 octobre 1868.
- Suzanne et les deux vieillards, comédie en 1 acte, créée au théâtre du Gymnase le 10 octobre 1868.
- Le Bouquet, comédie en 1 acte(avec Ludovic Halévy), créée au théâtre du Palais-Royal le 23 octobre 1868.
- Vert-Vert, opéra-comique en 3 actes (avec Charles Nuitter), musique de Jacques Offenbach, créé à l'Opéra-Comique le 10 mars 1869.
- La Diva, opéra-bouffe en 3 actes (avec Ludovic Halévy), musique de Jacques Offenbach, créé aux Bouffes-parisiens le 22 mars 1869.
- Frou-Frou, comédie en 5 actes (avec Ludovic Halévy), créée le 30 octobre 1869 au Gymnase, publiée en 1870 chez Michel Lévy frères [lire en ligne].
- L'Homme à la clé, comédie en 1 acte (avec Ludovic Halévy), créée aux théâtre des Variétés le 11 août 1869.
- Les Brigands, opéra-bouffe en 3 actes (avec Ludovic Halévy), musique de Jacques Offenbach, créé aux théâtre des Variétés le 10 décembre 1869.
- Tricoche et Cacolet, comédie-vaudeville en 5 actes (avec Ludovic Halévy), musique de scène d'Auguste Delacroix, créée au théâtre du Palais-Royal le 6 décembre 1871.
- Madame attend Monsieur, comédie en 1 acte (avec Ludovic Halévy), créée aux théâtre des Variétés le 8 février 1872.
- Le Réveillon, comédie en 3 actes (avec Ludovic Halévy), créée au théâtre du Palais-Royal le 10 septembre 1872 (cette pièce a servi de base à l'opérette La Chauve-Souris, livret de Richard Genée et Karl Haffner, musique de Johann Strauss fils).
- Les Sonnettes, comédie en 1 acte en prose (avec Ludovic Halévy), créée aux théâtre des Variétés le 15 novembre 1872.
- Le Roi Candaule, comédie en 1 acte en prose (avec Ludovic Halévy), créée au théâtre du Palais-Royal le 9 avril 1873.
- L'Été de la Saint-Martin, comédie en 1 acte en prose (avec Ludovic Halévy), créée à la Comédie-Française le 1er juillet 1873.
- Toto chez Tata, comédie en 1 acte (avec Ludovic Halévy), créée aux théâtre des Variétés le 25 août 1873.
- La Petite Marquise, comédie en 3 actes (avec Ludovic Halévy), créée aux théâtre des Variétés le 13 février 1874.
- La Mi-carême, folie-vaudeville en 1 acte (avec Ludovic Halévy), créée aux Variétés le 2 avril 1874.
- L'Ingénue, comédie en 1 acte (avec Ludovic Halévy), créés aux théâtre des Variétés le 24 septembre 1874.
- La Veuve, comédie en 3 actes (avec Ludovic Halévy), créée au théâtre du Gymnase le 5 novembre 1874.
- La Boule, comédie en 4 actes (avec Ludovic Halévy), créée au théâtre du Palais-Royal le 24 novembre 1874.
- Carmen, drame lyrique en quatre actes (avec Ludovic Halévy), musique de Georges Bizet, créé à l'Opéra-Comique le 3 mars 1875.
- Le Passage de Vénus, "leçon d'astronomie" en 1 acte (avec Ludovic Halévy), créé aux théâtre des Variétés le 4 mai 1875.
- La boulangère a des écus, opéra-bouffe en 3 actes (avec Ludovic Halévy), musique de Jacques Offenbach, créé aux théâtre des Variétés le 5 août 1875.
- Loulou, folie-vaudeville en 1 acte (avec Ludovic Halévy), créé au théâtre du Palais-Royal le 31 mars 1876.
- Le Prince, comédie en 4 actes (avec Ludovic Halévy), créée au théâtre du Palais-Royal le 25 novembre 1876.
- Paturel, comédie en 1 acte.
- La Cigale, comédie en 3 actes (avec Ludovic Halévy), créée aux théâtre des Variétés le 6 octobre 1877.
- Le Fandango, ballet-pantomime en 1 acte (avec Ludovic Halévy et Louis Mérante), créé à l'Opéra de Paris le 26 novembre 1877.
- Le Petit Duc, opéra-comique en 3 actes (avec Ludovic Halévy), musique de Charles Lecocq, créé au théâtre de la Renaissance le 25 janvier 1878.
- La Cigarette, comédie en 1 acte (avec Charles Narrey), créée au Gymnase-Dramatique le 20 avril 1878.
- Le Mari de la débutante, comédie en 4 actes (avec Ludovic Halévy), créée au théâtre du Palais-Royal le 5 février 1879.
- Le Petit Hôtel, comédie en 1 acte en prose (avec Ludovic Halévy), créée à la Comédie-Française le 21 février 1879.
- La Petite Mademoiselle, opéra-comique en 3 actes (avec Ludovic Halévy), musique de Charles Lecocq, créé au théâtre de la Renaissance le 12 avril 1879.
- Lolotte, comédie en 1 acte (avec Ludovic Halévy), créée au théâtre du Vaudeville le 4 octobre 1879.
- La Petite Mère, comédie en 3 actes (avec Ludovic Halévy), créée aux théâtre des Variétés le 6 mars 1880.
- Nina la tueuse, comédie en 1 acte en vers (avec Jacques Redelsperg), créée au théâtre du Gymnase le 2 octobre 1880.
- Janot, opéra-comique en 3 actes (avec Ludovic Halévy), musique de Charles Lecocq, créé au théâtre de la Renaissance le 22 janvier 1881.
- La Roussote, comédie-vaudeville, musique de Hervé, livret de Ludovic Halévy, Henri Meilhac et Albert Millaud, créé au théâtre des Variétés le 28 janvier 1881.
- Le Mari à Babette, comédie en 3 actes (avec Philippe Gille), créée au théâtre du Palais-Royal le 31 décembre 1881.
- Madame le diable, féerie-opérette en 4 actes et 12 tableaux dont un prologue (avec Arnold Mortier), musique de Gaston Serpette, créée au théâtre de la Renaissance le 4 avril 1882.
- Mam'zelle Nitouche, comédie-vaudeville en 3 actes (avec Albert Millaud), musique de Hervé, créé au théâtre des Variétés le 26 janvier 1883.
- Le Nouveau régime, comédie en 1 acte (avec Jules Prével), créée au théâtre du Gymnase le 11 mai 1883.
- Ma camarade, pièce en 5 actes (avec Philippe Gille), créée au théâtre du Palais-Royal le 9 octobre 1883.
- Manon, opéra-comique en 5 actes et 6 tableaux (avec Philippe Gille), musique de Jules Massenet, créé à l'Opéra-comique le 19 janvier 1884.
- Le Cosaque, opéra-bouffe (avec Albert Millaud et Ernest Blum), musique de Hervé, créé au théâtre des Variétés le 26 janvier 1884.
- La Duchesse Martin, comédie en 1 acte, créée à la Comédie-Française le 16 mai 1884.
- Rip, opéra-comique en 3 actes (avec Philippe Gille d'après Henry Brougham Farnie (en)), musique de Robert Planquette, créé aux Folies-Dramatiques le 11 novembre 1884.
- Les Demoiselles Clochart.
- Gotte, comédie en 4 actes, créée au théâtre du Palais-Royal le 2 décembre 1886.
- La lettre de Toto, monologue en vers.
- Décoré, comédie en 3 actes, créée aux théâtre des Variétés le 27 janvier 1888.
- Pepa, comédie en 3 actes (avec Louis Ganderax), créée à la Comédie-Française le 31 octobre 1888.
- Le Train de minuit.
- Margot, comédie en 3 actes, créée à la Comédie-Française le 18 janvier 1890.
- Ma cousine, comédie en 3 actes, créée aux théâtre des Variétés le 27 octobre 1890.
- M. l'Abbé.
- Brevet supérieur.
- Kassya, opéra en 5 actes (avec Philippe Gille, d'après Leopold von Sacher-Masoch), musique de Léo Delibes, créé à l'Opéra-Comique le 13 mars 1893.
- Villégiature, comédie en 1 acte, créée au théâtre du Vaudeville le 15 janvier 1894.